# Le Butor (Saint-Denis)
Pour les articles homonymes, voir Butor.
Le Butor est un quartier de Saint-Denis, le chef-lieu de l'île de La Réunion, un département et région d'outre-mer français dans le sud-ouest de l'océan Indien. Il est situé à proximité du front de mer entre la ravine du Butor à l'ouest et la ravine des Patates à Durand à l'est, Champ Fleuri le prolongeant au sud.
Une petite partie du Butor est classée quartier prioritaire, autour de la rue du Dancing, avec 1 048 habitants en 2018 pour un taux de pauvreté très important de 63 %.